# Wohnhaus Sulinger Straße 19
Das Wohnhaus Sulinger Straße 19 in Bassum, auch Knesenburg genannt, stammt aus dem 17. bzw. 19. Jahrhundert.
Das Gebäude ist ein Baudenkmal in Bassum.

## Geschichte
1648 ließ Friedrich von Gladebeck das Fachwerkhaus bauen, dessen baulicher Kern erhalten blieb. Namensgeber Johann Friedrich Knese erwarb das Haus, die sogenannte Knesenburg, erst 1846 und betrieb hier zunächst eine Schmiede.
Das ein- und zweigeschossige verputzte Eckgebäude mit Satteldach und dem dominanten giebeligen Mittelrisalit mit Arkade und von korinthischen Säulen getragenem Balkon wurde 1899 (Inschrift) für Knese nach heutigem Bild umgebaut. Die Familie wohnte wohl noch bis in die 1980/90er Jahre in dem Haus, das dann aber längere Zeit leer stand.
Ab 2000 wurde das Haus umfassend saniert und die Fassade in der heutigen repräsentativen Form umgestaltet.